# Youra Guller
Youra Guller (* 14. Mai 1895 in Marseille; † 31. Dezember 1980 in München) war eine französische Pianistin jüdischer Abstammung.  Zwar von Pablo Casals, Alfred Cortot, Ernest Ansermet und anderen bewundert, blieb sie jahrzehntelang in der breiten Öffentlichkeit unbeachtet und in Lexika unerwähnt.

## Leben
Rose-Georgette, wie sie eigentlich hieß, war Tochter eines russischen Vaters und einer rumänischen Mutter. Mit fünf Jahren trat sie in einem Klavierabend auf, mit neun Jahren wurde sie am Conservatoire de Paris zugelassen. Mehr an Violinspiel und Kammermusik interessiert, gab sie den Klavierunterricht bei Isidore Philipp auf. Sie musizierte mit dem Violindilettanten Albert Einstein und war befreundet mit Pablo Picasso und André Gide, dem sie Klavierunterricht gab. Besonders nahe stand sie Clara Haskil, Guiomar Novaes, Martha Argerich und Nelson Freire. Vaslav Nijinsky bot ihr Ballettunterricht an. Sie verkehrte in den Salons des Hauses Polignac und war ein Mittelpunkt der Pariser Gesellschaft. 1926 nahm sie sieben Klavierstücke für das Reproduktionsklavier Welte-Mignon im Aufnahmestudio von M. Welte & Söhne auf.
Für eine zehntägige Tournee nach Shanghai gereist, blieb sie acht Jahre in China. Als sie Ende der 1930er Jahre nach Frankreich zurückkehrte, war es für eine künstlerische Wiederkehr zu spät. Nach dem Einmarsch der Wehrmacht in Frankreich musste sie sich als Jüdin vor der Gestapo verstecken, bei der Gräfin und Mäzenatin Lily Pastré im Schloss Pastré im Marseiller Stadtteil Montredon. Zwischenzeitlich erkrankt, begann sie erst in den 1950er Jahren wieder zu konzertieren – wenn sie Geld benötigte. Ihr Mann, der Verleger Jacques Schiffrin, war 1950 im Alter von 58 Jahren gestorben.
Zu ihren wenigen Einspielungen gehören 1956 die Mazurkas, die Nocturnes (beide von Chopin), die Klaviersonate h-Moll von Liszt (1965), die beiden letzten Beethoven-Sonaten (1973) sowie Stücke von Scarlatti, Rameau, Couperin, Bach und Granados (1975). Bach spielte sie mit Vorliebe in Transkriptionen von Liszt und Busoni. Milhaud widmete ihr einige Klavierwerke.
Der aus München stammende Klavierpädagoge Peter Feuchtwanger entdeckte die immer noch bezaubernde Youra 1965 in London von neuem. Eine begeisterte Musikkritikerin verhalf ihr zum späten Comeback. Ihr Debüt in New York gab sie 1971 im Alter von 76 Jahren.
In ihren letzten Lebensjahren kamen Yehudi Menuhin, Radu Lupu und Martha Argerich für ihren Unterhalt auf.
Mitschnitte sind erhalten von Schumanns Sinfonischen Etüden und Beethovens 4. Klavierkonzert (mit Ansermet und dem Orchestre de la Suisse Romande).

## Aufnahmen
- Beethoven, op. 110
- Beethoven, op. 111, 2. Satz
- Chopin, Mazurka op. 50.3
- Scarlatti, Sonate L 338
- Anspielungen (musicline.de)